# Whitsunday Islands
Die Whitsunday Islands (deutsch Pfingstsonntagsinseln) sind eine Inselgruppe vor der Ostküste des australischen Bundesstaates Queensland.

## Geographie
Die Whitsunday Islands bestehen aus 74 Inseln, von denen 17 bewohnt sind. Die meisten Inseln haben Nationalparkstatus und gehören zum Whitsunday-Islands-Nationalpark, dazwischen liegt ein 35.000 km² großer Marine Park, der sich von Sarine im Süden bis Cape Upstart im Norden zieht.
Die Whitsunday Islands sind Teil der Great Barrier Reef World Heritage Area. Das Great Barrier Reef befindet sich 35 Seemeilen östlich, aber auch die Inseln sind von kleineren Riffen umgeben.
Die größte Insel ist Whitsunday Island.

## Geologie und Entstehung
Die Inseln waren ursprünglich ein vulkanisch geformtes Gebirge und gehörten zum Festland. Das Ende der letzten Eiszeit vor 30.000 bis 50.000 Jahren führte zum Schmelzen der Pole und hob den Meeresspiegel an. Dadurch wurde das Gebirge vom Festland getrennt. Die höchsten Bergspitzen bilden heute die Whitsunday Islands.

## Klima und Natur

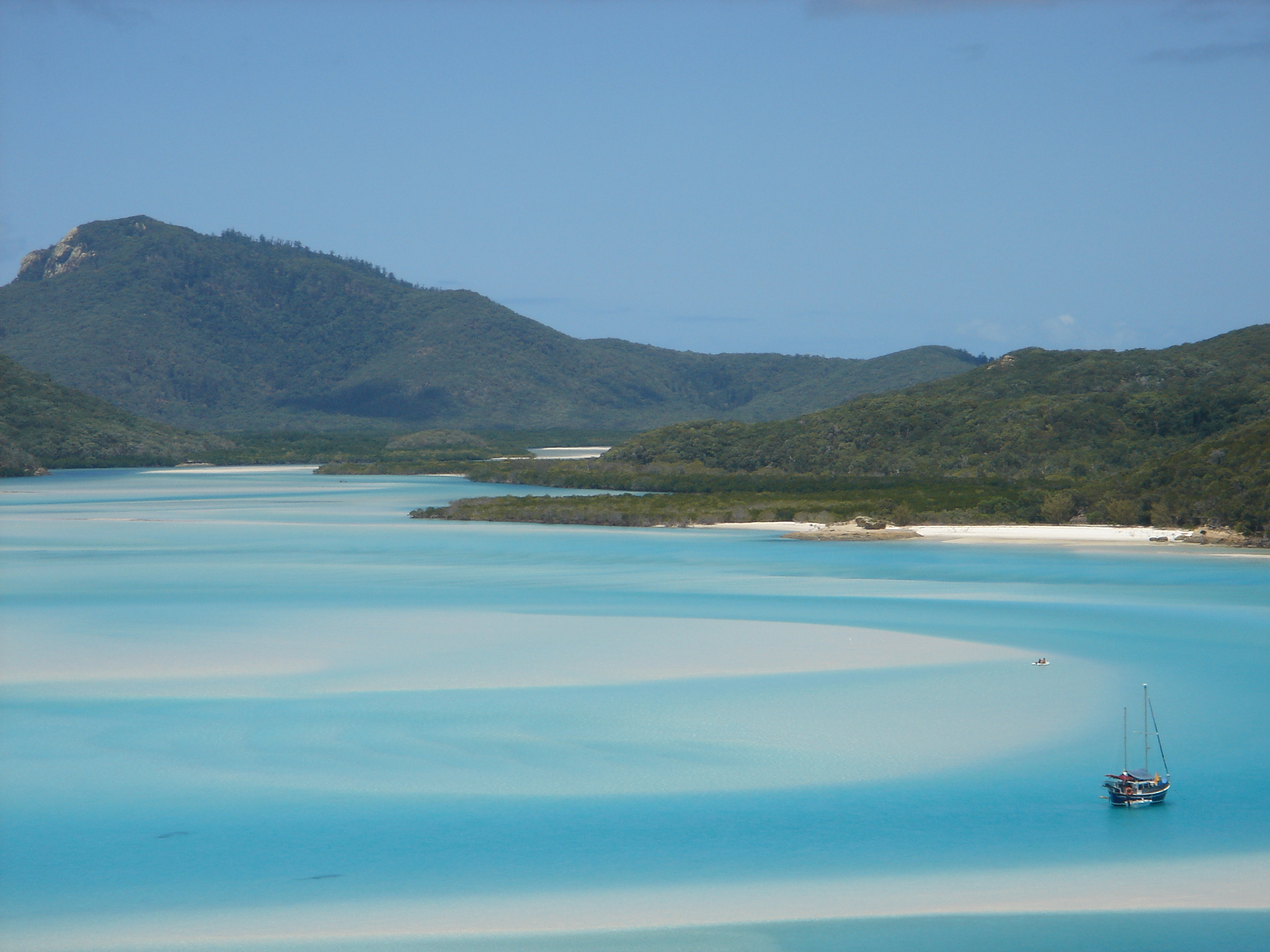
Whitehaven Beach auf Whitsunday Island

Es herrscht ein subtropisches Klima mit milden Wintern vor:
|                       | Durchschnitts- | Höchst- | Tiefst- | Regentage (mehr als 0,2 mm) | Durchschnittliche Wassertemperatur |
| --------------------- | -------------- | ------- | ------- | --------------------------- | ---------------------------------- |
| temperatur            |                |         |         | Regentage (mehr als 0,2 mm) | Durchschnittliche Wassertemperatur |
| Januar bis Februar    | 29,6 °C        | 36,5 °C | 22,8 °C | 13                          | 27 °C                              |
| April bis Mai         | 22,6 °C        | 28,2 °C | 17,0 °C | 14                          | 26 °C                              |
| Juli bis August       | 17,0 °C        | 26,7 °C | 7,2 °C  | 5                           | 22 °C                              |
| November bis Dezember | 25,0 °C        | 29,4 °C | 20,6 °C | 5                           | 24 °C                              |

Die Durchschnittstemperatur beträgt 27,2 °C.
Die Wassertemperatur beträgt ganzjährig 20–24 °C.
Der Niederschlag beträgt durchschnittlich 1792,4 mm pro Jahr, 60 % davon fallen während der Regenzeit zwischen Januar und März.
Von Mai bis September werden die umliegenden Gewässer von Buckelwalen zum Kalben genutzt.
Auf etlichen Inseln der Gruppe, etwa auf dem unbewohnten Eiland Bird Island, finden sich größere Brutkolonien zahlreicher Arten von Seevögeln.
In der Inselgruppe liegen Convey National Park, Whitsunday Islands National Park und Lindemans Islands National Park.

## Geschichte
Die Inseln und das parallel verlaufende Festland wurden von den Ngaro bewohnt, einem Aboriginestamm Australiens. Auf einer der Insel dieser Gruppe, der Hook Island, befinden sich die ältesten archäologischen Stätten an der Ostküste Australiens mit einem Alter von 9000 Jahren. Diese seefahrenden Aborigines hinterließen auf den Inseln Hunderte von Spuren. Sie wurden in der Zeit der britischen Kolonisation ab 1861 vertrieben und starben aus. Eine andere Quelle berichtet hingegen, dass Australiens Ureinwohner die Insel nur saisonal besuchten, um nach Nahrung zu suchen und nicht um dauerhafte Siedlungen zu errichten.
Am 4. Juni 1770 durchsegelte James Cook die Inseln und benannte die von ihm durchfahrene Passage nach dem Pfingstsonntag Whitsunday Passage. Nach Cook kam 1819 Leutnant Phillip Parker King, gefolgt von britischen Marineumfragen während des 19. Jahrhunderts. 1878 lief das Schiff Louisa Maria ein, welches von einem Aboriginestamm verbrannt und versenkt wurde, das Schiffswrack liegt bei Passage Island und trägt heute den Namen Louisa Maria Schooner.
Mitte des 19. Jahrhunderts interessierten sich die ersten Siedler für die Whitsunday Group. Während der 1880er wurden die ersten Pachtverträge für die Inseln ausgestellt. Ab 1920 wurden erste Hütten für Gäste auf den Inseln errichtet. Mit der Fertigstellung der Straße von Airlie Beach nach Shute Harbour wurden die Inseln 1962 besser zugänglich.

## Tourismus
Auf den Inseln Hamilton Island, Daydream Island, Hayman Island, Hook Island, Lindeman Island, Long Island und South Molle Island befinden sich Resorts. Jede dieser Inseln hat einen eigenen Charakter (luxuriös, familiär, mondän etc.) und befindet sich im Besitz eines Hotelkonzerns.
Insgesamt gibt es 30 angelegte Busch-Zeltplätze, auf denen Camping erlaubt ist. Hierfür ist im Voraus eine Genehmigung einzuholen, die ebenfalls eine Platzreservierung bedingt. Sie kann auf der Webseite des Department of National Parks, Recreation, Sport and Racing telefonisch und online beantragt werden. Ferner ist die Erlaubnis im Whitsunday Island Camping Connection Shop in Airlie Beach sowie im Queensland Parks and Wildlife Service (QPWS) in Mandalay erhältlich. Zu den Zeltplätzen gelangt man ausschließlich mit einem Boot. Offene Feuer sowie Generatoren sind überall untersagt und ausreichend Trinkwasser muss eigenständig mitgeführt werden. Picknicktische und Toiletten stehen an allen Camps zur Verfügung. Bei schlechten Wetterbedingungen und während Regenerationsmaßnahmen können die Campingplätze geschlossen sein. In der regionalen Touristeninformation sowie bei den soeben aufgeführten Institutionen erhält man Auskunft darüber, welche Camps geöffnet sind. Zeltplätze existieren auf Whitsunday Island bei Dugong Beach, Nari’s Beach, Whitehaven Beach, Joe’s Beach, Chance Bay und Peter Bay. Auf Hook Island ist Camping an der Maureen’s Cove, am Steens Beach, Curlew Beach und Crayfish Beach möglich. Das Bushcamp auf Henning Island trägt den Namen Northern Spirit.
Durch die geschützte Lage hinter dem Great Barrier Reef gelten die Whitsundays als eines der besten Segelreviere der Welt.
Diverse Schiffe legen täglich aus den Küstenorten Shute Harbour oder Airlie Beach zu den Inseln ab. Es gibt auch lokale Flughäfen auf den Inseln Hayman, Daydream, South Molle und Lindemann. Hamilton Island verfügt sogar über einen Linienflughafen, der täglich von Sydney, Brisbane und Cairns angeflogen wird.

## Inselgruppen der Whitsunday Islands Group
Die Inseln der Whitsunday Islands werden in vier Inselgruppen zusammengefasst, die heute auch Whitsunday Islands Group genannt wird. Die Whitsunday Islands Group sind allerdings Teil der offiziell noch so genannten Cumberland Islands. James Cook benannte im Jahre 1770 diese Inseln mit Cumberland Islands, während seiner Entdeckungsreise auf der von ihm so benannten Whitsunday-Passage. Der Name Cumberland Islands geht auf den Duke of Cumberland zurück, der Cooks damalige Reise unterstützte. Der Name Whitsunday Island ist der Name der Insel, die er am Pfingstsonntag dem 3. Juni 1770 entdeckte.

### Whitsunday Islands
Zu den Whitsunday Islands gehören die Inseln Bird Island, Black Island, Border Island, Brempton Island, Cid Island, Cowrie Island, Deloraine Island, Dent Island, Dumbell Island, Dungarra Island, Esk Island, Fitzalan Island, Hamilton Island, Harold Island, Haslewood Island, Hayman Island, Henning Island, Hook Island, Ireby Island, Langford Island, Long Island, Lupton Island, Nicolson Island, Perseverance Island, Plum Pudding Island, Teague Island, Titan Island, Whitsunday Island, Wirrainbela Island und Workington Island.

### Lindeman Islands Group
Zur Lindeman Island Group gehören die Inseln Baynham Island, Cornston Island, Gaibirra Island, Triangle Island, Keyser Island, Lindeman Island, Little Lindeman Island, Maher Island, Mansell Island, Pentecost Island, Seaforth Island, Shaw Island, Thomas Island und Volskow Island.

### Molle Islands Group
Zur Molle-Inselgruppe gehören Daydream Island (ehemals West Molle Island), Denman Island, Goat Island, Mid Molle Island, North Molle Island, Long Island, Planton Island, und South Molle Island.

### Northern Islands Group
Zur Northern Island Group werden Armit Island, Double Cone Island, Eshelby Island, Gloucester Island, Grassy Island, Gumbrell Island, Olden Island, Rattray Island und Saddleback Island gezählt.